# Uffizierna
Uffizierna (it. Galleria degli Uffizi) är ett konstmuseum i Florens. Det är ett av världens äldsta konstmuseer och anses även vara ett av de främsta. Museets mest kända verk är Botticellis Venus födelse.

## Museet och dess historia
Arkitekten Giorgio Vasari inledde byggandet 1560 på uppdrag av Cosimo I de' Medici och det var då tänkt som administrationskontor. Namnet Uffizi betyder kontor. Bygget stod färdigt 1581. Allteftersom åren gick användes delar av den palatsliknande byggnaden som lagringsutrymmen för de många konstskatter som familjen Medici samlade på sig. Efter Medicis tid vid makten blev konstskatterna kvar i Florens. Galleriet har varit öppet för besökande sedan 1600-talet. 1765 öppnades det för allmänheten.
Eftersom samlingen är så stor finns verk även på andra museer i Florens. Några berömda statyer finns i Bargello.

### Ur samlingarna
Alfabetisk lista över målningar på museet
- Cimabue (Maestà)
- Duccio (Maestà)
- Giotto (Ognissanti Madonna, Badiapolyptyken)
- Simone Martini (Bebådelsen)
- Paolo Uccello (Slaget vid San Romano)
- Piero della Francesca (Diptyk med hertig Federico da Montefeltro och hertiginna Battista Sforza av Urbino)
- Fra Filippo Lippi (Madonnan och Barnet med två helgon)
- Sandro Botticelli (Våren, Venus födelse, Konungarnas tillbedjan)
- Hugo van der Goes (Portinarialtaret)
- Leonardo da Vinci (Jesu dop, Bebådelsen, Konungarnas tillbedjan)
- Piero di Cosimo (Perseus befriar Andromeda)
- Albrecht Dürer (Konungarnas tillbedjan)
- Michelangelo (Tondo Doni)
- Rafael (Porträtt av påven Leo X med kardinalerna Giulio de' Medici och Luigi de' Rossi)
- Tizian (Flora, Venus från Urbino)
- Parmigianino (Madonnan med den långa halsen)
- Caravaggio (Bacchus, Isaks offer, Medusa)